# Antonio Mamone
Antonio Mamone (Isola di Capo Rizzuto, 30 settembre 1933 – Kindu, 11 novembre 1961) è stato un militare italiano, marconista e sergente maggiore dell'Aeronautica Militare, caduto nell'eccidio di Kindu e decorato con la medaglia d'oro al valor militare alla memoria.

## Biografia
Orfano di madre dall'età di dieci anni, crebbe con la zia e frequentò fino alla quinta classe del ginnasio “Pitagora” di Crotone. A ventuno anni si arruolò nell'esercito e nel 1959 ebbe i gradi di sergente e fu assegnato alla 46ª Brigata aerea "Silvio Angelucci" di stanza a Pisa.
Si sposò con Pina Malasoma il 27 luglio 1961 e dopo la luna di miele partì per il Congo in una missione di pace sotto la bandiera dell'ONU. 
L'11 novembre 1961, mentre pranzava nella mensa dell'aeroporto di Kindu insieme ad altri dodici militari italiani, fu fatto prigioniero da una banda di ribelli agli ordini di Gizenga. Rinchiuso insieme ai suoi compagni in una piccola prigione, quella notte fu ucciso a colpi di mitra. 
La notizia giunse con maggiore chiarezza nei giorni successivi in Italia e lasciò nella disperazione i familiari delle vittime e l’intera nazione.
Sul tavolo del sindaco di Isola Capo Rizzuto, Giuseppe Laratta, giunsero numerosi telegrammi di cordoglio e solidarietà. In memoria di Antonio furono celebrate onoranze funebri alle quali presero parte le autorità militari, civili e religiose della provincia e un rappresentante del Governo italiano.